# Bob Avian
Bob Avian (New York, 26 dicembre 1937 – Fort Lauderdale, 21 gennaio 2021) è stato un coreografo, regista teatrale, ballerino e attore teatrale statunitense.

## Biografia
Figlio di immigrati armeni, Avian fece il suo debutto a Broadway nel 1960 nel musical West Side Story, a cui seguì nel 1962 Nowhere to Go But Up, con le coreografie di Ron Field. Qui conobbe Michael Bennett, di cui divenne stretto collaboratore e co-coreografo, lavorando con lui negli allestimenti di musical Coco, Company, Follies, Dreamgirls e A Chorus Line, per cui vinse il Tony Award, il Drama Desk Award e il Laurence Olivier Award alla migliore coreografia. Intanto continuò a lavorare a Broadway e in tournée statunitensi in veste di attore e ballerino, recitando nei musical Funny Girl con Barbra Steisand, Hello, Dolly! e Coco con Katherine Hepburn. Nel 1979 vinse nuovamente il Tony Award alle migliori coreografie per il musical Ballroom. Negli anni successivi lavorò prevalentemente sulle scene londinesi, coreografando apprezzati allestimento di Follies, Miss Saigon e Sunset Boulevard.
Avian è morto nel gennaio del 2021 all'età di ottantatré anni. Era dichiaratamente omosessuale e, al momento della morte, sposato con Peter Pileski.

## Riconoscimenti
- Tony Award
  - 1976 – Miglior coreografia per A Chorus Line
  - 1979 – Candidatura Miglior musical per Ballroom
  - 1979 – Miglior coreografia per Ballroom
  - 1982 – Candidatura Miglior musical per Dreamgirls
  - 1991 – Candidatura Miglior coreografia per Miss Saigon
  - 1995 – Candidatura Miglior coreografia per Sunset Boulevard
- Laurence Olivier Award
  - 1997 – Migliori coreografie per Martin Guerre
- Drama Desk Award
  - 1976 – Miglior coreografia per A Chorus Line
  - 1979 – Miglior coreografia per Ballroom
  - 1982 – Candidatura Miglior musical per Dreamgirls